# Ludomir Danilewicz
Ludomir Danilewicz (ur. ok. 1905 w Sosnowcu, zm. 25 lutego 1971 w Londynie) – polski inżynier, wynalazca. Przed II wojną światową był współwłaścicielem Wytwórni Radiotechnicznej AVA w Warszawie. W zakładzie tym opracowywano i produkowano sprzęt specjalny dla wojska, policji, straży granicznej i.in., a także wyposażenie radiowe dla Biura Szyfrów sztabu generalnego WP, produkowano też kopie niemieckiej maszyny szyfrującej "Enigma".
Jej konstrukcja i prototypy powstały w latach 1929-1930. Ludomir Danilewicz był konstruktorem części mechanicznej i elektrycznej maszyny szyfrującej Lacida, skonstruowanej w latach 1929-30, która w latach 30. użyta została do złamania kodu niemieckiej Enigmy. W lutym 1933 Wytwórnia Radiotechniczna AVA otrzymała zlecenie na produkcję seryjną i w tym samym roku zostały wyprodukowane pierwsze egzemplarze. Danilewicz współpracował z Oddziałem II Sztabu Generalnego WP i kierował produkcją urządzeń specjalnych dla wojska w AVA.

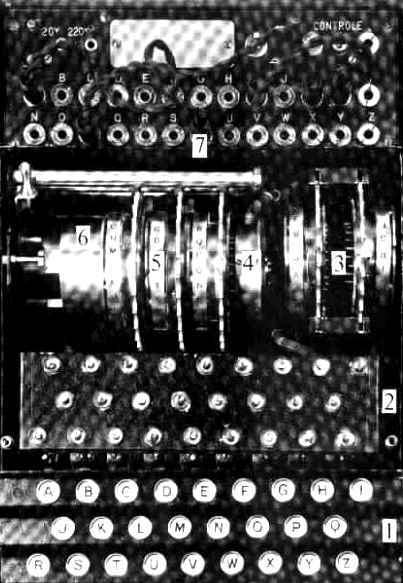
W polskiej wersji Enigmy klawisze (1), lampy (2) i styki (7) były ułożone alfabetycznie, odmiennie do oryginalnego układu QWERTZ

Ludomir Danilewicz brał udział w skonstruowaniu cyklometru i bomby Rejewskiego oraz polskiej wersji Enigmy.
Współzałożycielami spółki AVA byli: młodszy brat Ludomira, Leonard Danilewicz oraz Edward Fokczyński i Antoni Palluth, oficer Sztabu Głównego WP, który został jej dyrektorem. Spółkę założono w 1928 roku, jej nazwa powstała z połączenia znaków wywoławczych Pallutha (TPVA) i studiujących na Politechnice Warszawskiej braci Danilewiczów (TPAV), którzy byli pasjonatami krótkofalarstwa. Głównym konstruktorem Wytwórni AVA został inż. Tadeusz Heftman.
Po agresji Niemiec na Polskę w czasie wojny obronnej 1939 przedostał się wraz z innymi pracownikami Biura Szyfrów do Wielkiej Brytanii, zamieszkał w londyńskiej dzielnicy Ruislip. W 1964 roku uzyskał wraz z bratem amerykański patent na urządzenie nazwane rotary converter, służące do przeliczania kursów walut i innych wartości, np. centymetrów na cale.